# Amerikaanse bobtail
De Amerikaanse bobtail, of Amerikaanse stompstaart, is een zeldzaam ras onder de huiskatten, deze werd ontwikkeld aan het eind van de jaren '60. Hij staat bekend om zijn korte staart, zijn "stompje". De staart beslaat ongeveer 1/3 van een normale staart. Dit is het resultaat van een genetische mutatie in de staartontwikkeling, welke te vergelijken is met die van de Manx. Dit ras is niet verwant aan de Japanse stompstaartkat, ondanks dezelfde naam en fysieke uitstraling. De fokprogramma's zijn totaal verschillend, en de genetische mutaties die de korte staart veroorzaken bij de Amerikaanse bobtail en de Japanse stompstaartkat zijn onafhankelijk van elkaar ontstaan. Beide mutaties zijn dominant, maar bij de Japanse bobtail is de expressie van de staartlengte variabel.
De Amerikaanse bobtail is een sterk ras en kan zowel een kortharige als een halflangharige vacht hebben. Hun vacht is eerder ruig dan dicht en zacht. Ze kunnen elke oog- en vachtkleur hebben, echter gaat de empathie uit naar de cyperse uitstraling bij showkatten.

## Geschiedenis
Volgens een populaire, maar onjuiste mythe zou de Amerikaanse bobtail ontstaan zijn uit een kruising tussen een lynx en een cyperse huiskat. In werkelijkheid is het ras ontstaan door een spontane genetische mutatie binnen de huiskattenpopulatie. Deze mutatie verschilt genetisch van die bij de Manx, hoewel beide rassen een korte staart hebben. Yodie, een bruine, cyperse kater met een korte staart werd gekruist met een seal-point Siamese poes. Hun nakomelingen werden de originele bloedlijn van de Amerikaanse bobtail. De meeste bloedlijnen die teruggaan naar het begin zijn uitgestorven.
De originele uitstraling van dit ras werd aangepast en vernieuwd zodat deze uiteindelijk in alle kleuren en vachttypes zou voorkomen. Dit ras werd voor het eerst geaccepteerd door The International Cat Association (TICA) in 1989 en kreeg kampioenschapsstatus in 2002. Het ras wordt geaccepteerd voor kampioenschappen door de TICA, The Cat Fanciers Association (CFA) en de American Cat Fanciers Association (ACFA). Technisch gezien is dit ras ook goedgekeurd door de Cat Aficionado Association (CAA) uit China. Eigenlijk hebben zij alle rassen die de ACFA geaccepteerd hebben ook geadopteerd, het is echter onbekend of er van dit ras exemplaren zijn in China. Het ras, zowel de langharige als de kortharige, is erkend (als bestaand) door de in Duitsland gevestigde World Cat Federation (WCF), maar wordt door hen niet geaccepteerd voor competities en heeft geen WCA rasstandaard.

## Uiterlijk
Het duurt ongeveer twee tot drie jaar voor de Amerikaanse bobtail volledig volgroeid is, dit is beduidend langzamer dan andere gedomesticeerde huiskatten.
De Amerikaanse bobtail is een hartelijke kat met een korte staart. Zijn lichaam is relatief lang, heeft zware botten en is gezet. Zijn houding is opmerkelijk rechthoekig. De borst is groot en breed. Zijn heupen zijn breed, bijna net zo breed als de borst. De achterpoten zijn langer dan de voorpoten en hij heeft grote poten, welke plukjes vacht tussen de tenen kunnen bevatten. Hij heeft een brede kop, maar dit past perfect bij het grote lichaam. Er is een lichte buiging tussen zijn neus en voorhoofd, een brede snuit, duidelijke snorharen, brede neus en grote, sterke kaken. De oren zijn gemiddeld groot, staan recht boven op het hoofd en hebben ronde topjes. De ogen zijn bijna amandelvormig en passen qua grootte perfect bij zijn kop. De oogkleur varieert met de vachtkleur. De staart komt boven de rug uit, maar niet voorbij de hak als hij ligt. De staart kan recht of gekruld zijn en kan kleine bultjes hebben.

## Gedrag
Amerikaanse bobtails zijn speels, sociaal en redelijk energiek. Er wordt gezegd dat ze slim genoeg zijn om te ontsnappen uit kamers met gesloten deuren en dichte kooien. Doordat ze erg sociaal zijn met hun eigenaren of verzorgers, zullen ze miauwen om aandacht of gewoon bij je op schoot springen.